# T-35
T-35 byl sovětský těžký tank vyvinutý ve 30. letech a jediný sériově vyráběný pětivěžový tank v historii.

## Vývoj

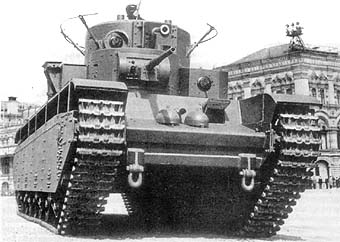
T-35 na rudém náměstí v roce 1935

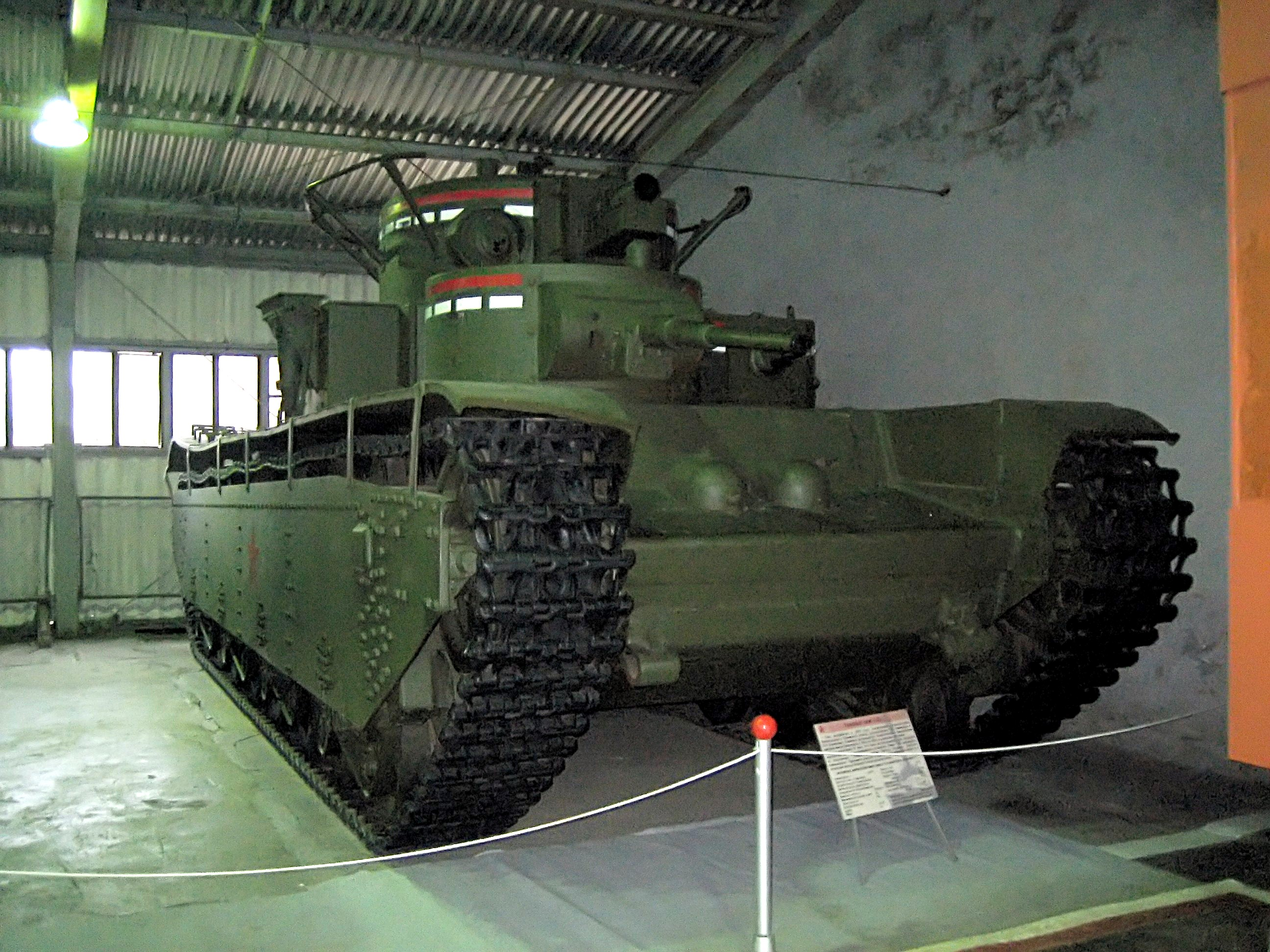
T-35 v Kubince

Projekt tanku T-35 se začal rýsovat již ke konci 20. let 20. století, konkrétní podobu pak dostal zhruba v roce 1932. Zcela nekompetentní velení Rudé armády jej považovalo za impozantní a skvělý stroj a prosadilo jeho sériovou výrobu navzdory tomu, že ruští tankoví odborníci jej vyhodnotili jako naprosto nepoužitelný. V souladu s názorem velení a politických špiček byly tanky T-35 přidělovány elitním jednotkám, které je předváděly na vojenských přehlídkách. Teoreticky s nimi měly také cvičit bojové situace, ale to se většinou nedělo, neboť stroj byl velmi poruchový (zejména pokud šlo o soustavu pohonu) a náročný na opravu, takže tankisté cvičili na lehkých a středních tancích, zejména strojích T-28.
Bojová hodnota tanku T-35 byla v mnoha ohledech ubohá. Impozantní výzbroj a možnost pálit naráz „na všechny strany“ byla naprosto přebita úděsnou neohrabaností, pomalostí a poruchovostí stroje, náročností na jeho údržbu i velkou hmotností, které neodpovídala síla pancéřování (což bylo při neohrabanosti a veliké siluetě stroje velice citelné). Důsledkem velké hmotnosti byl (kromě obrovské spotřeby paliva) také fakt, že zapadlý T-35 mohl vyprostit prakticky zase jen další stroj typu T-35 (v pozdějších dobách pak ještě stroj typu KV). Ovšem obrovská námaha pohonu při tomto vyprošťování vedla často k tomu, že pomáhající stroj zkolaboval také. Mnoho přesunů tankových formací vyzbrojených stroji T-35 bylo brzděno tím, že porouchané a zapadlé stroje tohoto typu zcela zablokovaly cestu. Zoufalí ruští konstruktéři a tankisté ke konci odmontovávali zadní věže stroje, aby snížili jeho hmotnost a zvýšili jeho bojovou hodnotu. Za klad samozřejmě nebylo možno považovat ani fakt, že posádku neodlehčeného tanku tvořilo minimálně 9 mužů, což byl dvoj- až trojnásobek mužů oproti požadavkům běžných typů.
Prvního bojového nasazení se tank dočkal až se zahájením operace Barbarossa (při invazi do Polska ani Zimní válce prozíravě nasazen nebyl). Jeho neúspěch při bojových operacích byl takřka totální. Stroje T-35 zdržovaly přesuny, doslova vysávaly zásoby paliva, což se vzhledem k mizernému logistickému zajištění setkávalo s pramalým pochopením. K boji se dostaly pro poruchy jen málokdy a ani v něm nebyl jejich výkon optimální, takže jejich sláva brzy pohasla a stroje v tichosti dosloužily. Jediný dochovaný exemplář T-35 lze zhlédnout v muzeu v Kubince. Nově postavená replika stroje stojí v Muzeu vojenské techniky ve městě Verchňaja Pyšma.